# Cratere Theaetetus
Theaetetus è un cratere lunare di 24,59 km situato nella parte nord-orientale della faccia visibile della Luna.